# Дисереброэрбий
Дисереброэрбий — бинарное неорганическое соединение, интерметаллид
эрбия и серебра
с формулой Ag2Er,
кристаллы.

## Получение
- Сплавление стехиометрических количеств чистых веществ:

{\displaystyle {\mathsf {Er+2Ag\ {\xrightarrow {1020^{o}C}}\ Ag_{2}Er}}}

## Физические свойства
Дисереброэрбий образует кристаллы
тетрагональной сингонии, пространственная группа I 4/mmm, параметры ячейки a = 0,3669 нм, c = 0,9155 нм, Z = 2,
структура типа дисилицида молибдена MoSi2
.
Соединение конгруэнтно плавится при температуре 1020 °C.